# Myrialepis paradoxa
Myrialepis paradoxa es una especie de palmera de la familia Arecaceae. Es monotípica dentro del género Myrialepis.   

## Distribución y hábitat
Esta palmera se encuentra en toda Indochina, Birmania, Tailandia, Camboya, Laos, Sumatra, Vietnam y la península de Malasia hasta 1000 m s. n. m. de altitud, donde forma grandes y densas colonias que ocupan la selva tropical, los claros del bosque tropical y los bancales de los ríos. Al ser los troncos irregulares no se utilizan en la construcción de muebles, pero se utilizan para simples utensilios de cestería.

## Descripción
Los troncos están agrupados, tienen 7 cm de ancho y están armados con espinas doradas afiladas. Alcanzan la parte alta en el dosel, los tallos son de color rojo a marrón y conservan las vainas que son persistentes, pero se desnuda hacia la base, exponiendo los anillos de las  cicatrices producidas por el desprendimiento de las hojas. La hoja madura es comparativamente grande, alcanza los 3 metros, son pinnada con pecíolos armados de espinas y foliolos, regularmente espaciados, de color verde oscuro.  El espinoso raquis se extiende mucho más allá de las pinnas y está acompañado por pares de barbas recurvadas adaptadas para trepar.
Es una especie dioica con flores masculinas y femeninas separadas que nacen en la misma planta.  La inflorescencia es muy ramificada, de 60 cm de largo y sobresale por la parte superior del tronco. Las flores femeninas son dos veces más grandes que las masculinas, pero por lo demás, son similares. Produce una fruta de color verde brillante a café, irregularmente cubierto de pequeñas escamas con una sola semilla.

## Taxonomía
Myrialepis paradoxa fue descrito por (Kurz) J.Dransf. y publicado en Kew Bulletin 37: 242. 1982.
Etimología
Myrialepis: nombre genérico que es una combinación de dos palabras griegas que significan "innumerables" y "escama", una descripción de la fruta.
paradoxa: epíteto del latín que significa "paradójico".
Sinonimia
- Calamus paradoxus Kurz 1874
- Palmijuncus paradoxus (Kurz) Kuntze 1891
- Plectocomiopsis paradoxa (Kurz) Becc. in J.D.Hooker 1893
- Myrialepis scortechinii Becc. in J.D.Hooker 1893
- Plectocomiopsis annulata Ridl. 1907
- Plectocomiopsis scortechinii (Becc.) Ridl. 1907
- Plectocomiopsis floribunda Becc. 1910
- Bejaudia cambodiensis Gagnep. 1937
- Myrialepis floribunda (Becc.) Gagnep. in M.H.Lecomte 1937.[6]